# Båtsfjord
Båtsfjord (nordsamisch Báhcavuonna) ist eine Kommune im norwegischen Fylke Finnmark. Die Kommune liegt im Nordosten Norwegens und hat 2107 Einwohner (Stand: 1. Januar 2025). Verwaltungssitz ist der gleichnamige Ort Båtsfjord.

## Geografie

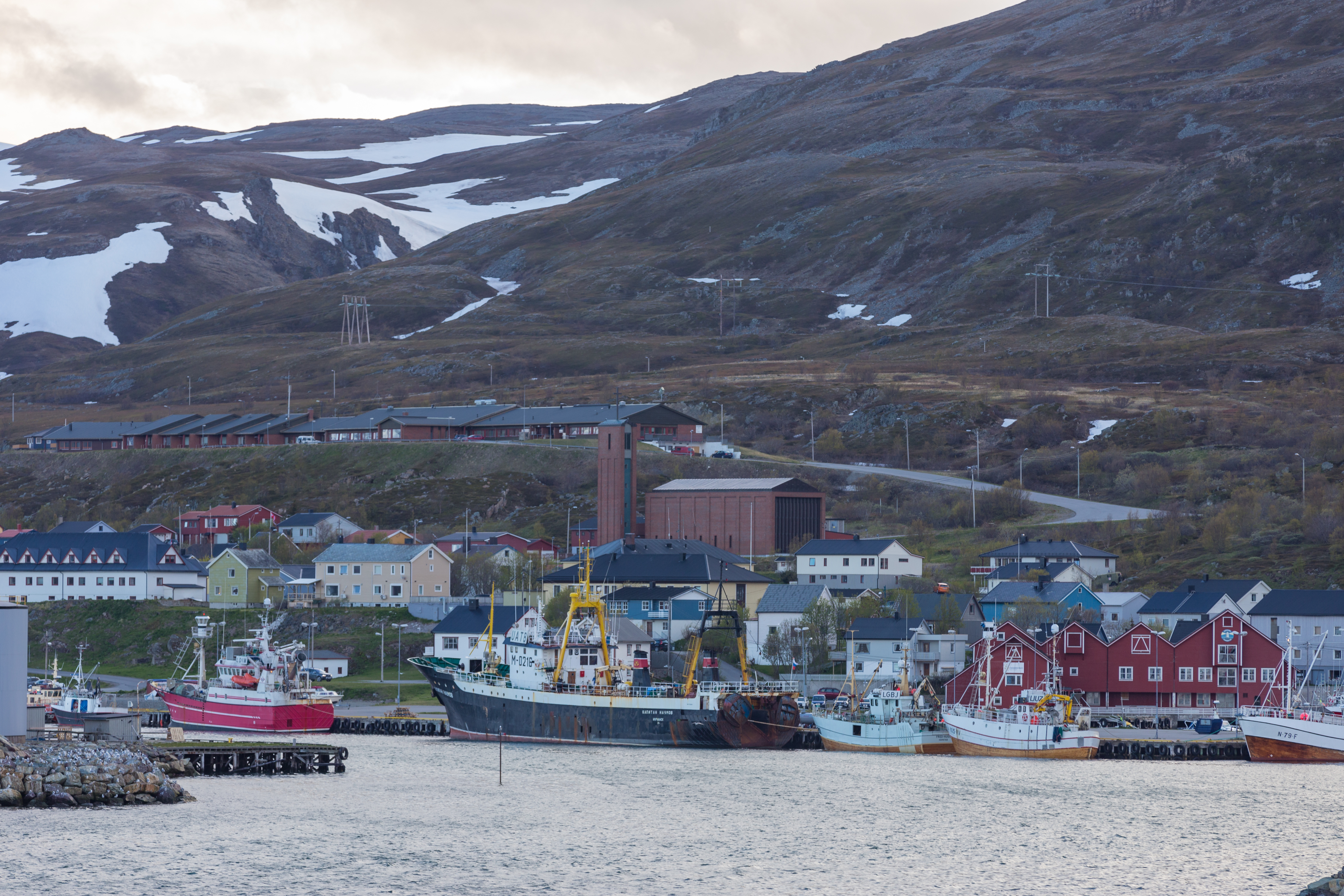
Blick auf den Hafen und die Kirche von Båtsfjord

Die Kommune Båtsfjord liegt an der Küste der Barentssee auf der Varangerhalbinsel in der östlichen Finnmark. Damit befindet sich die Kommune im Nordosten Norwegens. Die Gemeinde grenzt an Vardø im Osten, Vadsø im Süden und Berlevåg im Westen. Des Weiteren besteht im Südwesten an einem Punkt im See Oarddojávri (kvenisch Ortojärvi) eine Grenze zur Kommune Tana. Im westlichen Küstenabschnitt schneidet sich der Båtsfjord von Norden in das Land ein, weiter östlich der Syltefjord von Nordosten. An der inneren Küste des Båtsfjord liegt die Ortschaft Båtsfjord und die Storelva mündet in den Fjord. Der Fluss fließt von Süden kommend durch das Tal Båtsfjorddalen auf den Fjord zu. In den Syltefjord mündet der Fluss Oarddojohka aus dem Syltefjorddalen. Die Gesamtfläche der Kommune beträgt 1.435,12 km², wobei Binnengewässer zusammen 18,53 km² ausmachen.
Im Landesinneren befindet sich ein weitgehend flaches auf etwa 400 moh. liegendes Gebiet, das zur Küste hin steil abfällt. Das Hochplateau ist von mehreren Flüssen durchzogen. Die Erhebung Skipskjølen (samisch: Bealjáidčearru) auf der Grenze zu Vadsø im Süden stellt mit einer Höhe von 633,85 moh. den höchsten Punkt der Kommune Båtsfjord dar. Der Süden der Kommune geht in den Varangerhalvøya-Nationalpark (Varangerhalvøya nasjonalpark) ein. Des Weiteren liegen in der Kommune mehrere Naturschutzgebiete. Eines dieser Gebiete ist das Makkaurhalvøya naturreservat im Westen des Syltefjords. Dort befindet sich der Vogelfelsen Syltefjordstauran, der zu den größten seiner Art in Norwegen zählt. Der Vogelfelsen ist um die drei Kilometer breit und hat eine Höhe von etwa 222 moh.

## Einwohner
Fast die gesamte Bevölkerung der Kommune Båtsfjord lebt in und um die gleichnamige Ortschaft Båtsfjord. Nach dem Ende des Zweiten Weltkriegs stieg die Einwohnerzahl in der Ortschaft Båtsfjord zunächst stark an. So wuchs sie zwischen 1946 und 1980 von 900 auf etwa 2700 an. Danach kam es zu einer Stagnation und einem Rückgang der Einwohnerzahlen. Lange Zeit waren auch die Orte Hamningberg, Makkaur und Syltefjord besiedelt. Alle drei Orte wurden mit der Zeit verlassen. Der Ort Båtsfjord ist der einzige sogenannte Tettsted, also die einzige Ansiedlung, die für statistische Zwecke als eine Ortschaft gewertet wird. Zum 1. Januar 2024 lebten dort 2106 Einwohner.
Die Einwohner der Gemeinde werden Båtsfjording genannt. Båtsfjord hat weder Nynorsk noch Bokmål als offizielle Sprachform, sondern ist in dieser Frage neutral.
| Jahr          | 1986 | 1990 | 1995 | 2000 | 2005 | 2010 | 2015 | 2020 | 2025 |
| ------------- | ---- | ---- | ---- | ---- | ---- | ---- | ---- | ---- | ---- |
| Einwohnerzahl | 2643 | 2346 | 2547 | 2470 | 2185 | 2070 | 2235 | 2221 | 2107 |

## Geschichte

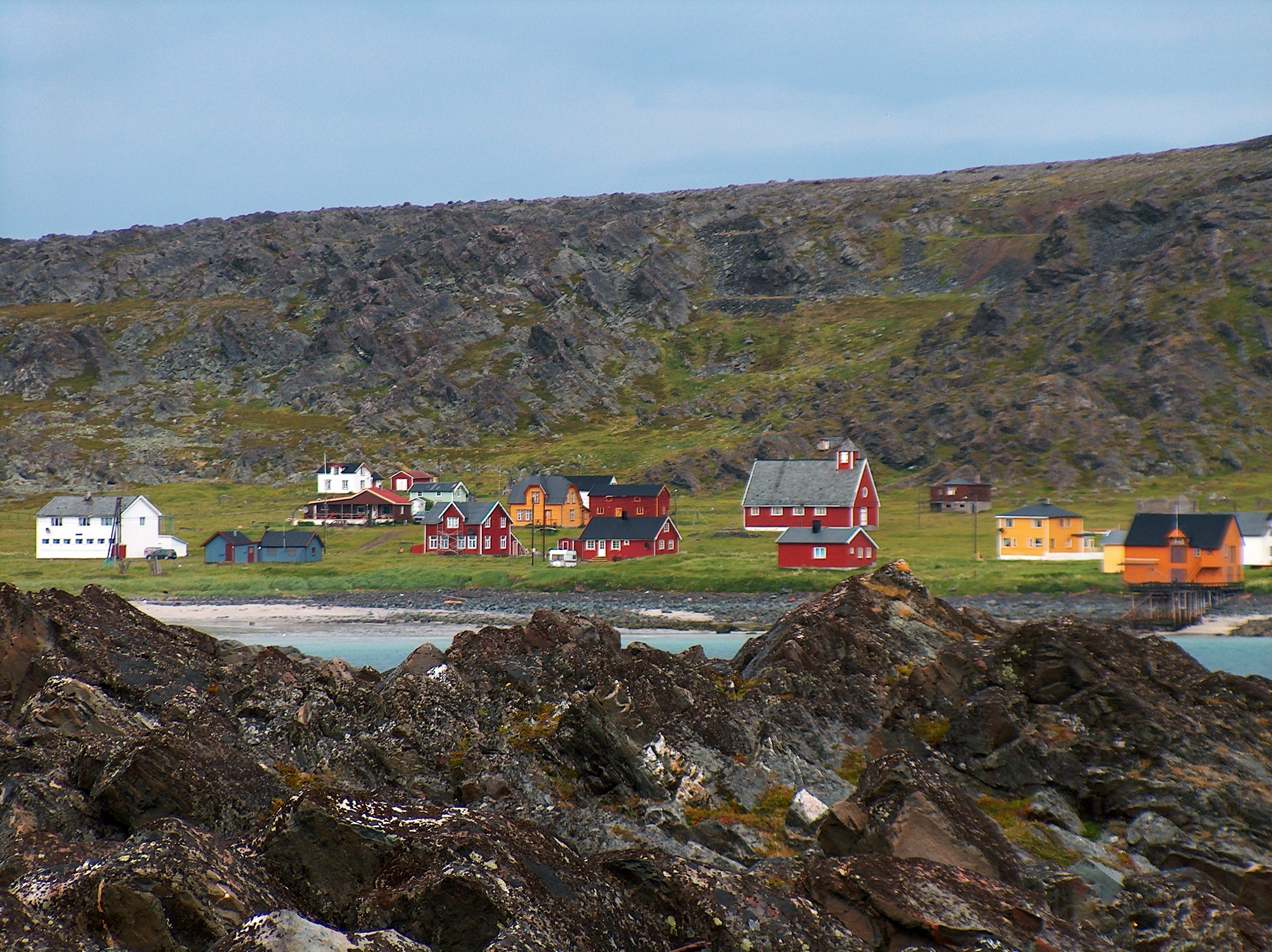
Hamningberg, 2006

Die heutige Kommune Båtsfjord entstand, als 1839 der Stadt- und Landdistrikt Vardø in Vardø mit 193 und die Landgemeinde Vardø (Vardø landsogn) mit 245 Einwohnern aufgespalten wurde. Die Landgemeinde Vardø wurde schließlich am 1. Januar 1955 zu Båtsfjord umbenannt. Zuvor ging zum 1. Januar 1874 ein von 48 Personen und zum 1. Januar 1964 ein von 621 Personen bewohntes Gebiet von Båtsfjord zurück an Vardø über.
In der Kommune gibt es Funde von Siedlungen aus der Steinzeit. Während des Zweiten Weltkriegs wurde die Ortschaft Båtsfjord im Gegensatz zu vielen anderen Orten der Gegend nur geringfügig beschädigt. 27 Häuser zählten als vollständig zerstört. Båtsfjord wurde deshalb nach dem Rückzug der deutschen Truppen zu einem Versorgungszentrum. Im Winter 1945/46 kamen viele Flüchtlinge aus weiter westlich gelegenen Gebieten in die Kommune. Das verlassene Fischerdorf Hamningberg gilt als schützenswert. Im Jahr 1940 lebten dort noch etwa 700 Personen. Hamningberg wurde von den deutschen Truppen bei ihrem Rückzug verschont. Der Ort zählt deshalb zu den wenigen der Finnmark, wo noch traditionelle Häuser vorzufinden sind.
Die Båtsfjord kirke ist eine Kirche aus dem Jahr 1971. Sie enthält Glasmalereien von Jardar Lunde.

## Wirtschaft und Infrastruktur

### Verkehr

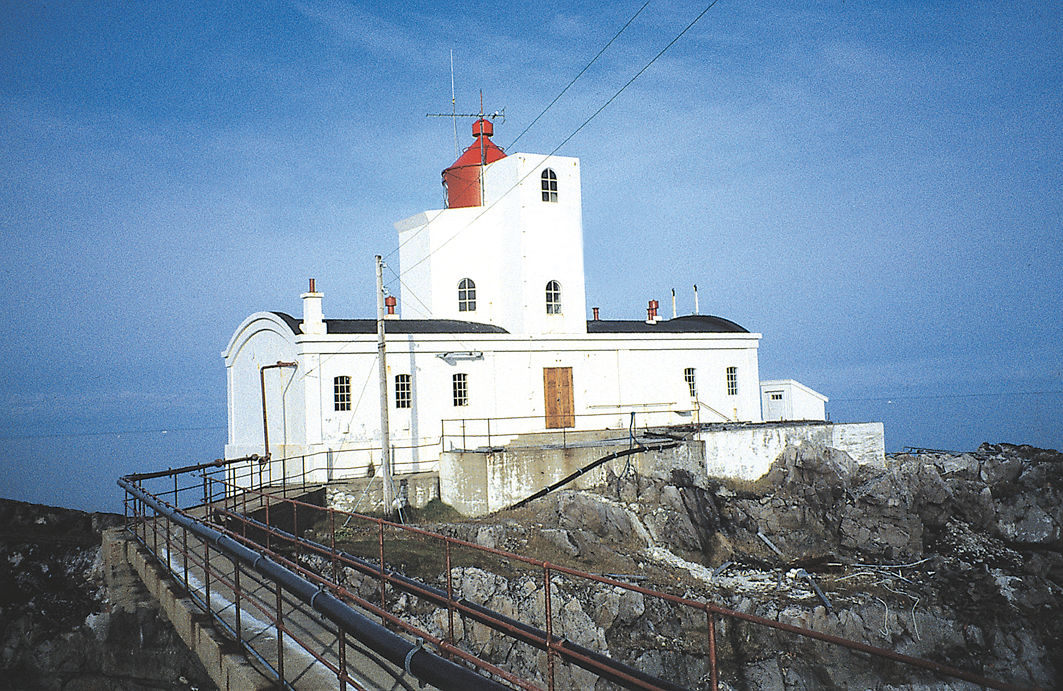
Makkaur fyr

In die Kommune führt von Südwesten der Fylkesvei 891. Die Straße führt bis zur Ortschaft Båtsfjord. Richtung Südwesten führt sie zunächst in die Nachbarkommune Berlevåg, wo sie in den Fylkesvei 890 mündet. Dieser führt wiederum weiter in die Kommune Tana zur Europastraße 6 (E6). Die Ortschaft Hamningberg ist von Vardø aus über den entlang der Küste führenden Fylkesvei 8100 erreichbar. Båtsfjord gehört bei Straßensperren im Winter zu den Kommunen, die am stärksten vom restlichen Straßennetz des Landes abgeschnitten sind.
Der Hafen von Båtsfjord wird von der Schiffslinie Hurtigruten angesteuert. Etwa 6,5 Kilometer südlich der Ortschaft Båtsfjord liegt der Flughafen Båtsfjord. In Makkaur befindet sich der Leuchtturm Makkaur fyr. Dieser wurde 1928 errichtet. Während des Zweiten Weltkriegs wurde er teilweise zerstört, 1946 wurde er wiederaufgebaut.

### Wirtschaft
Die Fischerei und Fischindustrie ist von großer Bedeutung für die Lokalwirtschaft. Nach Hammerfest wird am Hafen von Båtsfjord jährlich die zweitgrößte Menge Fisch Norwegens an Land gebracht. In der Kommune befinden sich mehrere Betriebe der Fischverarbeitung. Zudem sind in Båtsfjord mehrere Werkstätten für die Fischerboote angesiedelt. Im Sommer wird das Innenland als Weidefläche für Rentiere genutzt. Der Großteil der Einwohner arbeitet in der Kommune selbst. Im Jahr 2020 pendelten von etwa 1140 Arbeitstätigen weniger als 100 Personen in eine andere Gemeinde.

## Name und Wappen
Das seit 1985 offizielle Wappen der Kommune zeigt einen silbernen Angelhaken auf blauem Hintergrund. Der Name Båtsfjord besteht aus den beiden Teilen „botn“ und „fjord“ zusammen, wobei ersterer für das innere Ende eines Fjords steht.

## Persönlichkeiten
- Frank Bakke-Jensen (* 1965), ehemaliger Verteidigungsminister
- Gjert Ingebrigtsen (* 1966), Leichtathletiktrainer von Filip, Henrik und Jakob Ingebrigtsen[27]